# Cashiers
Cashiers és una concentració de població designada pel cens dels Estats Units a l'estat de Carolina del Nord. Segons el cens del 2000 tenia 196 habitants.

## Demografia
Segons el cens del 2000, Cashiers tenia 196 habitants, 96 habitatges i 48 famílies. La densitat de població era de 70,1 habitants per km².
Dels 96 habitatges en un 15,6% hi vivien nens de menys de 18 anys, en un 46,9% hi vivien parelles casades, en un 3,1% dones solteres, i en un 49% no eren unitats familiars. En el 39,6% dels habitatges hi vivien persones soles el 15,6% de les quals corresponia a persones de 65 anys o més que vivien soles. El nombre mitjà de persones vivint en cada habitatge era de 2,04 i el nombre mitjà de persones que vivien en cada família era de 2,76.
Per edats la població es repartia de la següent manera: un 14,3% tenia menys de 18 anys, un 6,6% entre 18 i 24, un 24% entre 25 i 44, un 36,7% de 45 a 60 i un 18,4% 65 anys o més.
L'edat mediana era de 49 anys. Per cada 100 dones de 18 o més anys hi havia 94,1 homes.
La renda mediana per habitatge era de 37.500 $ i la renda mediana per família de 51.458 $. Els homes tenien una renda mediana de 26.339 $ mentre que les dones 23.750 $. La renda per capita de la població era de 22.845 $. Cap de les famílies i el 4,2% de la població estaven per davall del llindar de pobresa.

## Poblacions més properes
El següent diagrama mostra les poblacions més properes.